# Quahog 5
Quahog 5 (También conocida como WQHG) es una cadena de televisión ficticia de la serie de FOX Padre de familia localizada en la ciudad ficticia de Quahog, Rhode Island. Los personajes principales son los dos presentadores de las noticias Tom Tucker y Diane Simmons, presentes desde el inicio de la serie llegando a ser de los personajes más prominentes. Su relación competitiva se nota con frecuencia durante sus reportajes en directo. Peter llegó a tener su propia sección en las noticias acaparando toda la atención haciendo que despidieran a Tucker hasta que finalmente volvió a la cadena (Stewie Griffin: The Untold Story)
WQHG dispone de una emisora hermana de radio en la 97.1 FM donde se emite un programa presentado por Pito/Llorón (Weenie) y el Culo/Fondillo (Butt), en esta emisora llegó a trabajar Brian Griffin cuando el director de la cadena se fijó en su voz, formando un dúo junto a Stewie como Dingo y el Bebé, tras la marcha de Brian fueron reemplazados por Chocolate Negro (Cleveland) y Montador (Quagmire). 

## Personalidades

### Canal 5 Noticias

#### Tom Tucker
Tom Tucker (Seth MacFarlane) es el presentador de las noticias del Canal 5, tiende a ser arrogante y presumir de tener una voz de barítono. Su familia se compone de su exmujer Stacy, su actual mujer y Jake Tucker, hijo fruto de su primer matrimonio, como característica principal de este personaje es que tiene la cabeza del revés; durante un tiempo tuvo un breve romance con Thelma Griffin y fue padrastro de Peter (Mother Tucker).
Tom tiende a insultar a aquellos quienes le rodean, en especial a su compañera Diane Simmons a la que solía despreciar a menudo en antena. Desde la reanudación de la serie la relación fue mejorando.

#### Diane Simmons
Diane Simmons (antes Seidelman) (Lori Alan) fue la copresentadora y compañera de Tom Tucker, su nombre completo era Diane Seidelman. Mientras estuvo trabajando en el Canal 5 dispuso de su propio talk show donde llegó a insultar a Lois a lo cual ella respondió de malos modos (Fifteen Minutes of Shame), a menudo se ha visto implicada en actos bastante extraños con Tucker sobre todo cuando se trata de enseñar sus pechos en televisión haciendo un topless (If I'm Dyin' I'm Lyin') o su compañero Tom bajar el termostato (Brian the Bachelor), también solía recurrir a los servicios de prostitutos (The King is Dead). En algunos episodios se ha sugerido que pueda ser racista, en un episodio donde se produjo un corte de emisión que odiaba a la gente de raza negra sin darse cuenta de que la cadena emitía en Boston (estado de mayoría afrodescendiente) (I Never Met The Dead Man). Tuvo un marido que se suicidó tras dispararse en la cabeza (Patriot Games).
Al cumplir los 40 años, entró en una fase de crisis y su carrera empezó a decaer cuando empezó a verse remplazada por una sustituta más joven, al mismo tiempo salía con James Woods hasta que sufrió un desengaño por el que decide vengarse del actor recurriendo a otra joven interina: Priscilla, a la que utiliza para que le cambie el parecer a Woods y este invite a varios ciudadanos de Quahog (entre ellos los Griffin a su mansión con el fin de hacer las paces), allí empieza a planear el asesinato del actor y de todo aquel que se cruzara en su camino para no dejar pruebas y acusar de los asesinatos a Tucker, lo cual consigue con éxito. Tras la detención de Tucker, Diane estuvo a punto de matar a Lois en el borde de un acantilado después de haberla descubierto de casualidad tras descubrir que tenía planeado presentar ella sola las noticias, sin embargo, Stewie llega a disparar justo en el momento en el que Diane iba a apretar el gatillo cayendo ella misma al vacío.
Antes de su muerte, Simmons se cobró las vidas de varios personajes más aparte del propio Woods: Stephanie, novia de Quagmire quien se sentó en la silla del anfitrión, por lo que su muerte fue fortuita; Priscilla tras degollarla con el cuchillo con el que apuñaló a Woods y Muriel, esposa de Mort Goldman tras haberla pillado in fraganti; y Derek Wilcox, marido de Jillian Russell tras ser golpeado con un objeto voluminoso con una posterior caída por el balcón cuando trataba de pillar cobertura con su móvil. 
Seth MacFarlane anunció en su Twitter que el episodio seguía el canon de la serie y que por lo tanto la muerte del personaje es definitiva.

#### Joyce Kinney
Joyce Kinney es la nueva copresentadora y compañera de Tom Tucker y sustituta de Diane Simmons tras el fallecimiento de esta. Su primera aparición fue en Excellence in Broadcasting aunque su mayor aporte fue en And I'm Joyce Kinney. En su adolescencia estudió en el mismo instituto al que fue Lois, la cual resultó humillarla continuamente. Finalmente acabó trabajando como reportera, y quien un día fue su matona acabaría convirtiéndose en su mayor fan sin darse cuenta de que se la tenía jurada desde entonces. 
Finalmente se reencuentran años más tarde y tras hacerse amiga de Lois con la intención de sonsacarle información privada, esta anuncia en las noticias que Lois hizo una película porno.

#### Ollie Williams
Ollie Williams (Phil LaMarr) es el meteorólogo afrodescendiente del tiempo del canal, es conocido por Tucker como "el negro del tiempo". Se caracteriza por salir en varios episodios detallando el informe del tiempo siempre gritando, muy conciso y con bastante exactitud, suele resumir el tiempo y decir sus frases en cinco palabras o menos, ejemplos: "ESTÁ LLOVIENDO DE LADO", "ME EQUIVOQUÉ DE AEROPUERTO", "TODOS PARECEN HORMIGAS", "QUIERES ESTE PERRO?", en un episodio resumió el castigo que se iba a llevar el hijo de Tom Tucker por haber llevado drogas (como venganza de Brian y Stewie por lo que le hizo a Chris) a su instituto con un "SE VA A ENTERAR" (North by North Quahog). También es experto en informática, cuando Tucker tiene problemas para abrir su Correo electrónico, Ollie le contesta "TIENES ACTIVADA TU TCP/IP?", comenzando una conversación con Tucker que le dice que si, "HABILITASTE LAS GALLETAS?" "Si Ollie" "QUIERES ESTE PERRO?" (Stewie Griffin: The Untold Story). También fue el encargado de resumir en Lois Kills Stewie lo sucedido en el capítulo anterior antes de pasar a la segunda parte.

#### Tricia Takanawa
Tricia Takanawa (Alex Borstein) es la reportera de calle del canal 5. a diferencia de sus compañeros, ella tiene una actitud más correcta y firme. Tucker y Simmons siempre se refieren a ella como "Nuestra reportera asiática Tricia Takanawa". Es conocida por su voz completamente nasal y mirada fija incluso cuando está sonriendo. Solo hubo una ocasión en la que perdió el control cuando entrevistó a David Bowie, Diane confirmó que su nacionalidad es japonesa (Stewie Griffin: The Untold Story). Es la enviada a hacer los trabajos más sucios y degradantes como hacer un reportaje sobre la epidemia de gripe que está azotando Quahog mientras enferma se dispone a vomitar (Stewie Loves Lois), acostarse con desconocidos para hacer un reportaje sobre sexo anónimo mientras se mete en la cama con un hombre que según sus palabras probablemente se esté drogando (el desconocido en cuestión es Quagmire, quien confunde su nacionalidad con una española o mexicana) (Brian in Love) o cuando es mandada a cubrir una noticia sobre un huracán en medio del temporal.

#### María Jiménez
María Jiménez (Tara Strong) es la reportera hispana de la cadena, hizo su aparición en directo desde la propiedad de los Griffin cuando buscaban a los sospechosos del incendio del bar adquirido por unos ingleses, ella misma presenció la detención en directo de Peter Griffin por su posible relación con el incendio del local (One If By Clam, Two If By Sea), la falta de conocimiento de Tucker respecto al sonido fonético español le jugó una mala pasada cuando intento pronunciar su apellido siendo presentada como Maria Xime... dzime hasta que le corrige Diane pronunciándolo de manera correcta. Se desconoce si pudiera volver en algún episodio más adelante.

### WQHG Radio

#### Weenie y the Butt
Weenie y the Butt (Pito y el Culo en España, Llorón y Fondillo en Latinoamérica) son dos presentadores de un programa radiofónico en WQHG, se caracterizan por ser dos disc jockeys que añaden efectos de sonido y demás tonterías sin ninguna lógica haciéndose pesada el escuchar el programa siendo una parodia de algunas emisoras de radio que utilizan los mismos efectos de sonido.
- Datos: Q11701549